# Hiccoda orbicularis
Hiccoda orbicularis là một loài bướm đêm trong họ Noctuidae.